# Leptomastidea spinipes
Leptomastidea spinipes är en stekelart som beskrevs av John S. Noyes och Hayat 1994. Leptomastidea spinipes ingår i släktet Leptomastidea och familjen sköldlussteklar. Inga underarter finns listade i Catalogue of Life.